# Sadovi (Otràdnaia)
Sadovi - Садовый (rus) - és un khútor del krai de Krasnodar, a Rússia. És a la riba esquerra del riu Urup, afluent del Kuban, a 3 km al nord d'Otràdnaia i a 209 km al sud-est de Krasnodar. Pertany al municipi d'Otràdnaia.